# Wskaźniki kolejowe

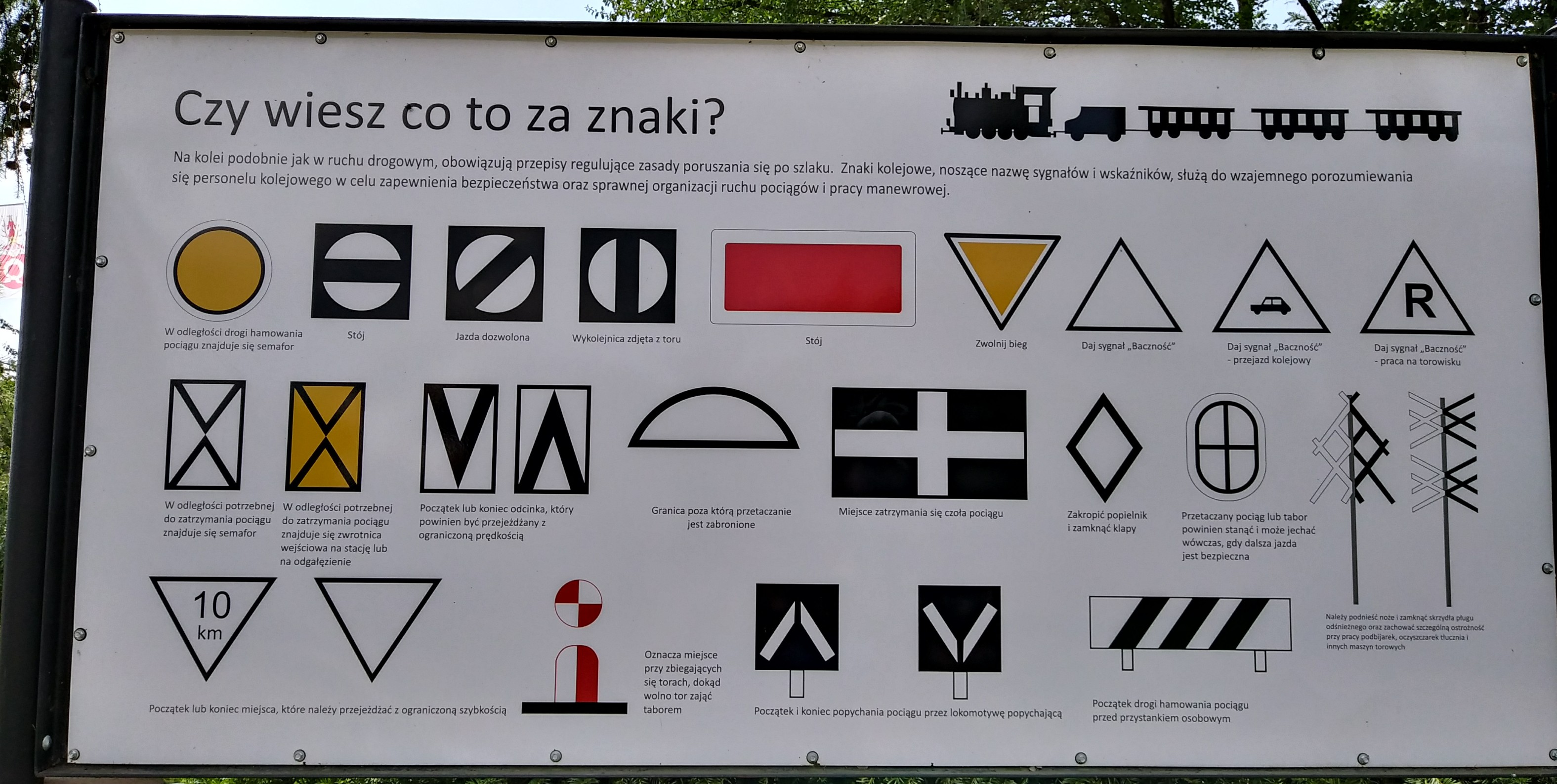
Wskaźniki i sygnały kolejowe

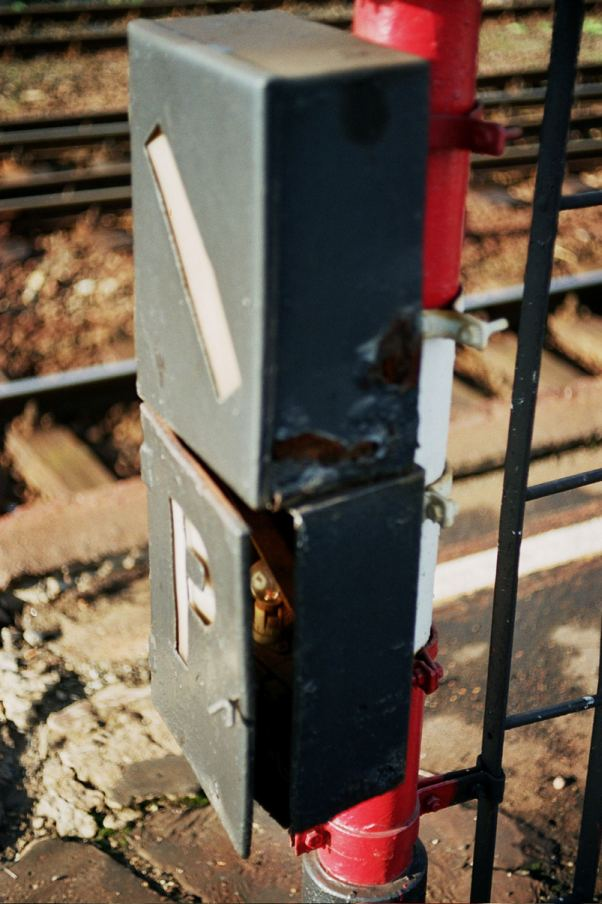
Wskaźniki W 24 i W 26a na semaforze na stacji Warszawa Wschodnia

Wskaźniki kolejowe – znaki podające ważne informacje (ograniczenie prędkości, miejsce zatrzymania itp.) maszyniście prowadzącemu pociąg.
Wskaźniki kolejowe dzielą się na trzy grupy:
- zwrotnicowe – wskazują kierunek jazdy po zwrotnicy, informują o jej ułożeniu
- dotyczące sieci trakcyjnej – informują na przykład o zakazie wjazdu pojazdów trakcji elektrycznej lub o miejscu, które należy przejechać bez pobierania prądu
- ogólnoeksploatacyjne – podają inne ważne informacje i ostrzeżenia.

Wskaźniki najczęściej mają postać tablic z określonym wzorem lub napisem, o określonym kształcie. Mogą być wykonane w postaci podświetlanej w razie potrzeby (np. latarnie zwrotnicowe). Wskaźniki umożliwiają bezpieczne prowadzenie pociągu przez maszynistę, a przestrzeganie ich wskazań jest obowiązkowe (podobnie jak sygnałów na semaforach).

Wskaźnik W 1
Wskaźnik W 4
Wskaźnik W 5
Wskaźnik W 8
Wskaźnik W 13